# Потока (река)
Потока е река в Южна България – Област Пазарджик, общини Стрелча и Пазарджик и Област Пловдив, общини Съединение и Марица, ляв приток на река Марица. Дължината ѝ е 56 km, която ѝ отрежда 75-о място сред реките на България.
Река Потока води началото си от извор-чешма в южното подножие на Същинска Средна гора на 447 m н.в., на шосето между селата Смилец и Свобода, община Стрелча. Тече в югоизточна посока през Горнотракийската низина, като от град Съединение до устието ѝ коритото ѝ е коригирано с водозащитни диги. Влива се отляво в река Марица на 170 m н.в., срещу село Оризаре, община Родопи.
Площта на водосборния басейн на реката е 423 km2, което представлява 0,8% от водосборния басейн на Марица, а границите на басейна ѝ са следните:
- на югозапад – с водосборния басейн на река Луда Яна;
- на североизток – с водосборния басейн на река Пясъчник.

Основни притоци: Търниво дере (десен); Кабаюк и Иланско дере (леви).
Реката е с дъждовно-снежно подхранване, като максимумът е в периода февруари – май, а минимумът – юли – октомври.
Въпреки че коритото на реката в Горнотракийската низина навсякъде е коригирано с водозащитни диги, невъднъж река Потока е излизала от дигите и е наводнявала околните райони.
По течението на реката са разположени 2 населени места, в т.ч. 1 град и 1 село:
- Област Пазарджик

- Община Пазарджик – Тополи дол;

- Област Пловдив

- Община Съединение – Съединение.

Почти 100% от водите на реката се използват за напояване в Горнотракийската низина.
По долината на реката преминава голям участък от жп линията Пловдив – Панагюрище.

## Топографска карта
- Лист от карта K-35-49. Мащаб: 1 : 100 000.
- Лист от карта K-35-61. Мащаб: 1 : 100 000.
- Лист от карта K-35-62. Мащаб: 1 : 100 000.